# Prix Iris du meilleur acteur de soutien
Le prix Iris du meilleur acteur de soutien (officiellement : prix Iris de la meilleure interprétation masculine dans un rôle de soutien) est une récompense cinématographique québécoise décernée chaque année depuis 1999 par le Gala Québec Cinéma. Ce prix récompense le travail d'interprétation d'un acteur, jugé comme étant le meilleur de l'année écoulée, dans un film où il tient un rôle secondaire. 

## Palmarès
Source : Québec Cinéma

### Distribué sous le nom de prix Jutra du meilleur acteur de soutien
- 1999 : Colm Feore pour le rôle du Maître priseur dans Le Violon rouge
  - Denis Bouchard pour le rôle de Dédé dans C't'à ton tour, Laura Cadieux
  - Claude Blanchard pour le rôle de Napoléon dans Aujourd'hui ou jamais

#### Années 2000
- 2000 : Julien Poulin pour le rôle de Norman Vaillancourt dans Le Dernier souffle
  - Yves Jacques pour le rôle de Mortimer dans Souvenirs intimes
  - Jean-Pierre Bergeron pour le rôle de Jean-Le-Maîgre dans Le Grand Serpent du monde
  - Gary Boudreault pour le rôle de Bob dans Matroni et moi

- 2001 : David Boutin pour le rôle de Finger dans Hochelaga
  - Donald Sutherland pour le rôle de Douglas Thomas dans L'Art de la guerre
  - Julien Poulin pour le rôle de Jésus dans Le Petit ciel
  - Patrick Huard pour le rôle de Sunsey dans La Vie après l'amour

- 2002 : Emmanuel Bilodeau pour le rôle de Samuel dans Un crabe dans la tête
  - Pierre Lebeau pour le rôle de Méo dans Les Boys 3
  - Luc Picard pour le rôle de Frank dans La Femme qui boit
  - Raba Aït Ouyahhia pour le rôle d'Hafid Kasmi dans L'Ange de goudron

- 2003 : Luc Picard pour le rôle de Michaël Rochon dans Le Collectionneur
  - Benoît Gouin pour le rôle de Michel « Mike » Gauvin dans Québec-Montréal
  - Dominic Darceuil pour le rôle de Lucia dans Histoire de Pen
  - Rémy Girard pour le rôle du Père Laloge dans Séraphin : Un homme et son péché

- 2004 : Pierre Collin pour le rôle d'Yvon Brunet dans La Grande Séduction
  - Sébastien Delorme pour le rôle de Réjean Brochu dans Gaz Bar Blues
  - Pierre Curzi pour le rôle de Pierre dans Les Invasions barbares
  - Benoît Brière pour le rôle d'Henri Giroux dans La Grande Séduction

- 2005 : Jean Lapointe pour le rôle de Fred Giguère dans Le Dernier Tunnel
  - Serge Postigo pour le rôle d'Olivier Guimond dans Ma vie en cinémascope
  - Emmanuel Bilodeau pour le rôle de Manu dans Les Aimants
  - Stéphane Crête pour le rôle de Brad Spitfire dans Dans une galaxie près de chez vous

- 2006 : Michel Côté pour le rôle de Gervais Beaulieu dans C.R.A.Z.Y.
  - Pierre-Luc Brillant pour le rôle de Raymond Beaulieu 22 à 28 ans dans C.R.A.Z.Y.
  - Denis Bernard pour le rôle de Philippe Chevalier dans L'Audition
  - Alexis Martin pour le rôle de Marco dans L'Audition

- 2007 : Gabriel Arcand pour le rôle du curé dans Congorama[2]
  - Pierre Lebeau pour le rôle du capitaine LeBœuf dans Bon Cop, Bad Cop
  - Gilles Renaud pour le rôle de Jean-Pierre dans La Vie secrète des gens heureux
  - Gabriel Gascon pour le rôle de Vendôme dans Le Guide de la petite vengeance

- 2008 : Réal Bossé pour le rôle de Louis dans Continental, un film sans fusil
  - Paul Doucet pour le rôle de Rémi dans Les 3 P'tits Cochons
  - Guillaume Lemay-Thivierge pour le rôle de Christian dans Les 3 P'tits Cochons
  - Emmanuel Bilodeau pour le rôle de Nico dans Bluff

- 2009 : Normand D'Amour pour le rôle d'Henri dans Tout est parfait
  - Luc Picard pour le rôle de Toussaint Brodeur dans Babine
  - Gabriel Arcand pour le rôle de Monsieur Mouche dans Maman est chez le coiffeur
  - Daniel Brière pour le rôle de Philippe Doré dans C'est pas moi, je le jure !

#### Années 2010
- 2010 : Maxim Gaudette pour le rôle du tueur dans Polytechnique
  - Stephen McHattie pour le rôle de Fisk dans The Timekeeper
  - Rémy Girard pour le rôle du Me Charles Bérubé dans De père en flic
  - Normand Daneau pour le rôle de Pierre dans Suzie
  - Dimitri Storoge pour le rôle de Patrick Esposito Di Napoli dans Dédé, à travers les brumes

- 2011 : Jean Lapointe pour le rôle du grand-père dans À l'origine d'un cri
  - Yves Jacques pour le rôle d'André dans La Dernière Fugue
  - Martin Dubreuil pour le rôle d'Anthony Lemaire dans Les Sept Jours du talion
  - Gérard Poirier pour le rôle de Wilfrid dans Reste avec moi
  - Alexis Martin pour le rôle de Bob dans Route 132

- 2012 : Émilien Néron pour le rôle de Simon dans Monsieur Lazhar
  - François Papineau pour le rôle de Jacques Langevin dans Une vie qui commence
  - Mario Saint-Amand pour le rôle d'Henri Blanchard dans Coteau rouge
  - Antoine Bertrand pour le rôle de Burger dans Frisson des collines
  - Nicolas Canuel pour le rôle de Rivière dans La Run

- 2013 : Serge Kanyinda pour le rôle de Magicien dans Rebelle
  - Gildor Roy pour le rôle du Forgeron Riopel dans Ésimésac
  - Sébastien Ricard pour le rôle de Ji-Guy dans Avant que mon cœur bascule
  - Guy Nadon pour le rôle de Mike Boulanger dans Les Pee-Wee 3D : L'hiver qui a changé ma vie
  - Joey Klein pour le rôle de Sterling dans The Girl in the White Coat

- 2014 : Guillaume Cyr pour le rôle de Horace Barré dans Louis Cyr : L'Homme le plus fort du monde
  - Benoît Gouin pour le rôle de Laurent dans Gabrielle
  - Gilles Renaud pour le rôle de L'ami comptable dans Le Démantèlement
  - Normand Daoust pour le rôle de Normand dans Les Manèges humains
  - Vincent-Guillaume Otis pour le rôle de Rémi dans Gabrielle

- 2015 : Pierre-Yves Cardinal pour le rôle de Francis dans Tom à la ferme
  - Francis La Haye pour le rôle de J-F dans Tu dors Nicole
  - Patrick Hivon pour le rôle de Guylain dans L'Ange gardien
  - Robin Aubert pour le rôle de Martin dans Miraculum
  - Stephen McHattie pour le rôle de Samuel Beckett dans Meetings With a Young Poet

### Distribué sous le nom de Trophée du meilleur acteur de soutien
- 2016 : Irdens Exantus pour le rôle de Souverain Pascal dans Guibord s'en va-t-en guerre
  - Jean-Simon Leduc pour le rôle de Bruno dans L'Amour au temps de la guerre civile
  - Luzer Twersky pour le rôle de Shulem dans Félix et Meira
  - Salim Kechiouche pour le rôle de Khadafi dans Noir
  - Tony Nardi pour le rôle de Nicola Corbo dans Corbo

### Distribué sous le nom de prix Iris du meilleur acteur de soutien
- 2017 : Luc Picard pour le rôle de Patenaude dans Les Mauvaises Herbes
  - Guillaume Cyr pour le rôle de Benoît Charistéas dans La Nouvelle Vie de Paul Sneijder
  - Martin Dubreuil pour le rôle de Michel dans Maudite Poutine
  - Simon Pigeon pour le rôle de Jean-Sé dans Prank
  - Tony Nardi pour le rôle d'Elio Moreli dans Embrasse-moi comme tu m'aimes

- 2018 : Emmanuel Schwartz pour le rôle d'Étienne Maltais dans Hochelaga, terre des âmes
  - Anthony Therrien pour le rôle de Francis dans Charlotte a du fun
  - Guy Thauvette pour le rôle du Patient dans Le Problème d'infiltration
  - Jahmil French pour le rôle d'Anthony dans Boost
  - Robert Morin pour le rôle du sous-ministre dans Tuktuq

- 2019 : Robin Aubert pour le rôle d'Henri dans Une colonie
  - Alexandre Nachi pour le rôle d'Arturo dans 1991
  - Henri Picard pour le rôle de Marc dans À tous ceux qui ne me lisent pas
  - Pier-Luc Funk pour le rôle de Maxime dans Genèse
  - Vincent Leclerc pour le rôle de Jean-Claude dans La Chute de l'empire américain

#### Années 2020
- 2020 : Sergio Castellitto pour le rôle de Frank Paternò dans Mafia Inc.
  - Pier-Luc Funk pour le rôle de Rivette dans Matthias et Maxime
  - Robin Aubert pour le rôle de Réjean dans Merci pour tout
  - Rémy Girard pour le rôle de Tom dans Il pleuvait des oiseaux
  - Sasson Gabai pour le rôle de Hichem dans La Femme de mon frère

- 2021 : Théodore Pellerin pour le rôle de Julien dans Souterrain
  - James Hyndman pour le rôle de Mario dans Souterrain
  - Normand D'Amour pour le rôle du Père dans La Déesse des mouches à feu
  - Robin L'Houmeau pour le rôle de Keven dans La Déesse des mouches à feu
  - Rémy Girard pour le rôle du Frère Léon dans Le Club Vinland

- 2022 : Claude Legault pour le rôle de Richard dans Les Oiseaux ivres
  - Guillaume Cyr pour le rôle du Forgeron Riopel dans L'Arracheuse de temps
  - Martin Dubreuil pour le rôle d'Edwige Légaré dans Maria Chapdelaine
  - Rabah Aït Ouyahia pour le rôle de Mehdi Abdelli dans Une révision
  - Émile Schneider pour le rôle de François Paradis dans Maria Chapdelaine

- 2023 : Charles-Aubey Houde pour le rôle de Bébert dans Le Plongeur
  - Denis Houle pour le rôle du Liz dans Viking
  - Guy Nadon pour le rôle de Me Jean-Pierre Genin dans Le Temps d'un été
  - Maxime de Cotret pour le rôle de Greg dans Le Plongeur
  - Steve Laplante pour le rôle de Jean-Michel dans Babysitter